# 亚利桑那州渔猎部
亞利桑那州漁獵部 （英語：Arizona Game and Fish Department）是位于美國亞利桑那州的州機構，總部位於鳳凰城。該機構的任務是通過管理計劃來保護、加強和恢復亞利桑那州多樣化的野生動物資源和棲息地。
此部門的資金主要來自於出售狩獵和釣魚許可證、標籤以及獵人和釣魚者的購買消費所產生之收入，沒有收受亞利桑那州一般的基金稅收資助。